# Jean Fonteneau (homme politique)
Pour les articles homonymes, voir Fonteneau.
Jean Fonteneau, né le 25 mai 1917 à Tarbes (Hautes-Pyrénées) et mort le 28 décembre 1991 à Clamart (Hauts-de-Seine), est un homme politique français.

## Biographie
Natif de Tarbes, il passe sa jeunesse à Saint-Nazaire où il est diplômé de l'école industrielle et commerciale. Effectuant son service militaire à partir de septembre 1937, il est affecté sur le cuirassé Jean-Bart pendant la « drôle de guerre ». Démobilisé, il s'établit à Casablanca jusqu'à la fin de la guerre.
Élu conseiller municipal MRP de Clamart en 1959, il devient adjoint au maire, chargé des sports et de la jeunesse, du socialiste Paul Padé. Six ans plus tard, il remporte les élections municipales et est désigné maire de la commune.
Réélu premier édile en 1971, il est vice-président de l'Association des maires de France de 1972 à 1983, sous les présidences Tinguy du Pouët et Poher. 
À la suite de la nomination d'André Fosset au gouvernement, il devient sénateur des Hauts-de-Seine le 13 février 1976 et s'inscrit au groupe de l'Union centriste des démocrates de progrès. Candidat à un nouveau mandat lors des élections sénatoriales de 1977, il n'est cependant pas réélu. 
L'année suivante, il se présente aux élections législatives dans la douzième circonscription des Hauts-de-Seine et remporte le scrutin au second tour en battant Robert Gelly, maire communiste du Plessis-Robinson. À l'Assemblée nationale, il est membre du groupe UDF et de la commission des affaires culturelles et sociales. À nouveau candidat en 1981, il est défait par le socialiste Georges Le Baill.
Victime d'une tentative d'attentat le 28 octobre 1981, il en sort indemne.
Reconduit dans ses fonctions de maire dès le premier tour en mars 1983, il donne sa démission le 22 janvier 1987 et est remplacé par Jean-Pierre Foucher le 4 février de la même année.
De 1976 à 1985, il est par ailleurs membre du conseil régional d'Ile-de-France.

## Détail des fonctions et des mandats
Mandats parlementaires
- 12 janvier 1976 - 2 octobre 1977 : Sénateur des Hauts-de-Seine
- 19 mars 1978 - 22 mai 1981 : Député des Hauts-de-Seine

Mandat local
- 26 mars 1965 - 22 janvier 1987 : maire de Clamart

## Décorations
- Chevalier de la Légion d’honneur
- Chevalier des Palmes académiques

## Ouvrages
- Le conseil municipal, le maire et les adjoints, Paris, Éditions ouvrières, 1970.
- Les institutions politiques de la France, Paris, Éditions ouvrières, 1977.